# Hahnodon taqueti
Hahnodon taqueti és una espècie de mamaliaforme extint que visqué durant el Cretaci inferior en allò que avui en dia és el nord d'Àfrica. Se n'han trobat restes fòssils al Marroc. Es tracta de l'única espècie reconeguda del gènere Hahnodon. Fou descrit a partir d'una única dent molar inferior. Originalment interpretat com un multituberculat, des d'aleshores ha estat reclassificat com a haramíyide.